# 석각

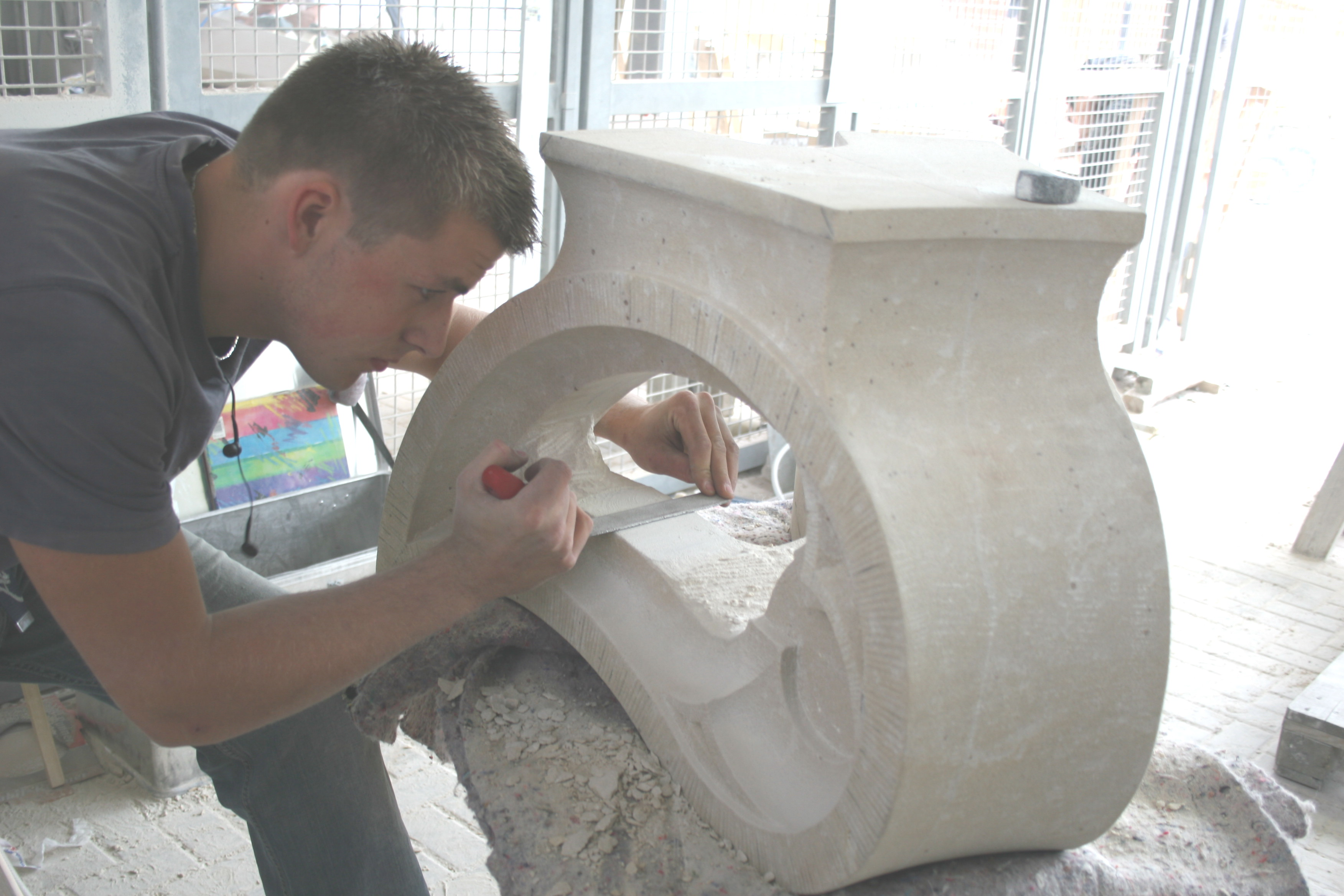

석각(石刻) 또는 석조(石彫)는 돌을 조각하는 예술을 가리킨다.

## 개요
돌이라는 거대한 양괴는 가련한 인간의 의지를 시험하여 보는 최대의 소재라고 고대인은 믿었을는지도 모른다.
돌의 예술의 역사는 정말로 오래다. 메소포타미아의 유적에서 출토된 석조는 부드러운 라임스톤(limestone 석회석)을 사용하고 있었다. 이집트 제1왕조 무렵이 되면 도구도 발달하고, 화강암(그래니트 granite)과 같은 경도(硬度)가 높은 석재를 취급하기에 이르렀다. 지상에 나타난 암벽에 직접 신전이나 조상을 새겼다. 그들의 신변에 있는 양질의 석재에 영원한 생명을 믿어 거대한 분묘를 만들고 벽면에 부조를 만들었다. 돌의 항구성은 그들에게 가장 적합한 소재였을는지도 모른다.
에게해 문화는 그리스에 돌을 쪼는 기법을 전하였다. 거기에는 아름다운 양질의 대리석을 산출하는 산이 있었다. 중세기에서도 유럽 각지에 산출되는 여러 가지 대리석이나 그 밖의 석재는 사원건축을 극성하게 하고 그를 장식하는 돌의 조각이 제작된 것도 당연한 일이었다. 르네상스에 이르러 점점 돌의 예술은 번성하게 되어, 이탈리아에서는 고대 그리스, 로마에 버금하는 많은 석조가 마을을 장식하고 그들의 광장을 아름답게 하였다. 이리하여 거장들도 또한 훌륭한 석재에 매혹되어 인간 혼의 기록을 새겨넣는 기술의 비법을 조상을 통하여 후세에 전수하였다. 이러한 돌이 갖는 불가사의한 매력은 일류가 존재하는 한 계속 새겨질 것이다. 돌의 매력은 어디서 오는 것일까. 돌이 갖는 중량감, 견뢰함, 광택, 어떤 돌이 갖는 의지, 시간을 무시한 정적 등등 조각가의 시혼을 건드리는 무언의 양괴일는지도 모른다.
한편 동양에서도 석조는 융성하게 만들어져 왔다. 인도의 공작왕조(孔雀王朝)에서 아육왕석주(阿育王石柱)를 비롯하여 간다라의 석불(石佛－－粘板岩), 아잔타의 석조, 중국에서는 윈강(雲崗)의 단애(斷崖)에 있는 석굴, 룽먼석굴 등 모두 다 유명하다.
한국에서는 경주의 석굴암을 위시하여 석불, 탑, 석관(石棺), 석인(石人), 석구(石龜), 석양(石羊), 석등(石燈), 해태, 사자 등 매우 다채롭다.

## 석조의 용재
석조의 대표적인 용재는 대리석(marble)이다. 대리석이 다른 용재를 능가하는 이유는 균질의 굳음새를 가지고 있다. 더욱이 내압(耐壓), 내굴(耐屈), 내신성(耐伸性)이 높고, 연마(硏磨)하면 아주 아름다운 광택을 낸다. 특히 밀도가 높은 그리스의 텐페리콘, 이탈리아의 카르라에서 산출되는 것은 모든 점에서 다른 산지의 것을 훨씬 능가하고 있다. 대리석의 빛깔은 백색, 녹색, 암적색, 흑색, 담홍색 등 무수하다. 극히 질이 좋은 것은 투명에 가까운 것도 있다. 그러나 오랜 동안 노천(露天)에 놓아두면 풍화하는 결점이 있다.
화강암도 대리석에 버금가게 사용된다. 더욱이 우리나라에서는 주로 화강암이 사용되었다. 엷은 다색(茶色)이나 흑색 잘디잔 반점이 있는 것, 전체적으로 엷은 다색(薄茶色), 흑색(黑御影), 그 밖에 북목(北木), 도전(稻田), 소목(小目), 본소송석(本小松石) 등이 있다. 조금 딱딱한 돌에 신소송석, 연질로는 사암(砂岩), 삼조목(三條目), 석회암, 설화석고(雪花石膏) 등을 들 수 있다.

## 석조용 용구
연장은 석질의 경연(硬軟) 크기, 무게, 딱딱함, 달군(燒)방식에 따라서 달라지게 된다. 대리석을 예를 들어 기술할 수 있다.
- 망치: (8각) (4각) 약 1.1㎏의 것 두 가지, 꼴이 4각 망치는 가볍고 8각 망치는 좀 무겁다.
- 정: 황조(慌彫), 중간 마무리, 세부용의 수종이 있다. 직경 12mm, 9mm, 9.7mm 등이 적당하다. 또한 첨단(끝)이 빗살로 된 것도 필요하다. 그 밖에 목도 쇠몽둥이, 날다린 쇠몽둥이, 곰보내기 정, 줄 대소 몇 개를 준비하면 된다.
- 화강암용의 용구: 군데라, 양날, 비샨, 송곳끌, 끝끌, 쑤시기끌, 등이 필요하다. 화강암은 대리석보다 훨씬 경질이므로 연장이 견고하고, 날끝도 예리하게 만들어져 있다.[1]

## 석조조법
돌은 나무보다도 훨씬 무겁고 딱딱하다. 취급하기도 곤란하다. 돌에도 결(層)이 숨겨져 있을 경우가 있다. 정을 사용하고 있을 때 뜻하지도 않은 방향으로 갈라질 경우가 있다. 제작에 당면하여 소재가 갖는 맛을 강조하기 위해서는 돌의 중량감, 질감 등 석조예술의 요소를 살려야 한다. 우선 정과 돌의 물리적인 법칙을 충분히 습득하지 않으면 실패로 끝나게 마련이다.
돌 면에 직각으로 정을 때려치면 돌은 죽는다. 항상 양이 적은 편이 없어진다는 물리적인 법칙을 알아둘 필요가 있다. 우선 돌에 데생을 하고 거칠게 대충 떼어버린다. 물론 돌의 저부(底部)를 안정시키도록 정리하여 놓는다. 일단 형상의 대체적인 면과 동세에 주의하면서 거칠게 쫘나간다. 거칠게 쫘기가 끝나면 완성은 즐형(櫛形) 정이나 칼끌로 깎듯이 하여 세부로 옮겨간다. 표면의 결을 반들하게 만들자면 줄로 정성들여 완성한다. 목조와 마찬가지로 바로 새기기로 작품을 완성할 경우도 있으나 어진간히 세련된 데생력이 있지 않고서는 실패한다. 전사기를 사용하여 원형에서 신중하게 형태의 볼록한 부분을 정하면서 높은 부분에서 낮은 부분대로 순서를 따르며 쪼아 나가도록 유의한다.
작업 도중에 연장의 날이 빠졌을 때는 송풍기로 코크스의 불을 세게 하여 끝을 빨갛게 달궈 쳐서 고친다. 그리고 그라인더나 숫돌로 끝을 가다듬는다.

## 같이 보기
- 거석기념물